# Sinea spinipes
Sinea spinipes ist eine Wanzenart aus der Familie der Raubwanzen (Reduviidae).

## Merkmale
Die bräunlich gefärbten Wanzen werden 12 bis 14 Millimeter lang. Sie besitzen einen schlanken Kopf, einen etwas verbreiterten Hinterleib sowie verdickte vordere Femora. Die Kopfoberseite sowie die vorderen Femora sind mit spitzen Dornen versehen. Im Gegensatz zur verwandten ähnlichen Art Sinea diadema befinden sich auf der Halsschildoberseite stumpfe breite Höcker anstatt Dornen. Die Beine von Sinea spinipes sind mit hellen, hellbraunen und dunkelbraunen Bändern versehen.

## Verbreitung
Die Art kommt in der Nearktis vor. In den Vereinigten Staaten ist sie östlich der Rocky Mountains vertreten. Ferner erstreckt sich ihr Verbreitungsgebiet nach Mexiko.

## Lebensweise
Die Wanzen gelten als Nützlinge. Sie ernähren sich räuberisch von verschiedenen Insekten, die zum Teil als Agrarschädlinge betrachtet werden. Zu ihren Beutetieren gehören phytophage Wanzen wie Chinavia hilaris, Chlorochroa sayi und Proxys punctulatus. Die Wanzenart ist univoltin. Die erwachsenen Wanzen lassen sich von Mitte April bis Anfang September beobachten. Den typischen Lebensraum der Wanzenart bilden Waldränder, Waldschneisen und offene Felder in Baumnähe.
Die Nymphen durchlaufen fünf Stadien bis zur erwachsenen Wanze. Sie sind von Anfang Juni bis Ende September zu beobachten. Die erwachsenen Wanzen überwintern.

## Etymologie
Der Namenszusatz spinipes leitet sich aus dem Lateinischen ab und bedeutet „Dornfuß“. Im Englischen heißen die Wanzen auch Spiny Assassin Bugs („Dornige Mordwanze“).